# Inno della Repubblica Socialista Sovietica Carelo-Finlandese
L'inno della RSS Carelo-Finlandese fu adottato come tale, dopo un concorso avuto luogo nei primi anni cinquanta e vinto dal testo scritto da Armas Äikiä e dalla melodia composta da Karl Rautio; esso rimase l'inno fino al 1956, quando la RSS Carelo-Finlandese venne assorbita dalla RSFS di Russia.

## Testo
| Testo finlandese, Alfabeto latin (ufficiale) | Testo finlandese, Alfabeto cirillico (non ufficiale) | Testo finlandese, Trascrizione AFI | Versione russa, Alfabeto latino (basato sull'ortografia finlandese) | Versione russa, Alfabeto cirillico | Traduzione italiana |
| Oma Karjalais-suomalaiskansamme maa, Vapaa Pohjolan Neuvostojen tasavalta. Kotimetsäimme kauneus öin kajastaa Revontultemme taivaalta leimuavalta. Kerto: Neuvostoliitto on voittamaton, Se kansamme suur-isänmaa ijät on. Sen Tienä on Kansojen Kunniantie, Se Karjalan Kansankin voittoihin vie. Isänmaa Kalevan, kotimaa runojen, Jota Leninin Stalinin lippu johtaa. Yli kansamme uutteran onnellisen Valo kansojen veljeystähdestä hohtaa. Kerto Kotimaamme loi uudeksi kansamme työ, Tätä maata me puollamme kuin isät ammoin. Sotasuksemme suihkavat kalpamme lyö. Asemahdilla suojaamme Neuvosto-Sammon. Kerto | Ома Карьялайс-суомалайскансам маа, Вапаа Похьолан Нэувостоен тасавалта. Котимецӓйммэ каунэус ӧйн каястаа Рэвонтултэммэ тайваалта лэймуавалта. Кэрто: Нэувостолийтто он войттаматон, Сэ кансаммэ суур-исӓнмаа ия̈т он. Сэн Тенӓ он Кансоен Куннянте, Сэ Карьялан Кансанкин войттойхин ве. Исӓнмаа Калэван, котимаа руноен, Йота Лэнинин Сталинин липпу йохтаа. Ӱли кансаммэ ууттэран оннэллисэн Вало кансоен вельеӱстӓхдэстӓ хохтаа. Кэрто Котимааммэ лой уудэкси кансамме тӱӧ, Тӓтӓ маата мэ пуолламмэ куйн исӓт аммойн. Сотасуксэммэ суйхкават калпаммэ лӱӧ, Асэмахдилла суояаммэ Нэувосто-Саммон. Кэрто | [o̞mɑ kɑrjɑlɑi̯s̠ s̠uo̞̯mɑlɑi̯s̠kɑns̠ɑmːe̞ mɑː ǀ] [ʋɑpɑː po̞h̝jo̞lɑn ne̞u̯ʋo̞s̠t̪o̞je̞n t̪ɑs̠ɑʋɑlt̪ɑ ǁ] [ko̞t̪ime̞t̪s̠æi̯mːe̞ kɑu̯ne̞u̯s̠ ø̞i̯n kɑjɑs̠t̪ɑː] [re̞ʋo̞nt̪ult̪e̞mːe̞ t̪ɑi̯ʋɑːlt̪ɑ le̞i̯muɑʋɑlt̪ɑ ǁ] [ke̞rt̪o̞] [ne̞u̯ʋo̞s̠t̪o̞liːt̪ːo̞ o̞n ʋo̞i̯t̪ːɑmɑt̪o̞n ǀ] [s̠e̞ kɑns̠ɑmːe̞ s̠uːr is̠ænmɑː ijæt̪ o̞n ǁ] [s̠e̞n t̪ie̞̯næ o̞n kɑns̠o̞je̞n kunːiɑnt̪ie̞̯ ǀ] [s̠e̞ kɑrjɑlɑn kɑns̠ɑnkin ʋo̞i̯t̪ːo̞i̯ɦin ʋie̞̯ ǁ] [is̠ænmɑː kɑle̞ʋɑn ko̞t̪imɑː runo̞je̞n ǀ] [jo̞t̪ɑ le̞ninin s̠t̪ɑlinin lipːu jo̞xt̪ɑː ǁ] [yli kɑns̠ɑmːe̞ uːt̪ːe̞rɑn o̞nːe̞lːis̠e̞n] [ʋɑlo̞ kɑns̠o̞je̞n ʋe̞lje̞y̯s̠t̪æh̝de̞s̠t̪æ h̝o̞xt̪ɑː ǁ] [ke̞rt̪o̞] [ko̞t̪imɑːmːe̞ lo̞i̯ uːde̞ks̠i kɑns̠ɑmːe̞ t̪yø̞̯ ǀ] [t̪æt̪æ mɑːt̪ɑ me̞ puo̞̯lːɑmːe̞ kui̯n is̠æt̪ ɑmːo̞i̯n ǁ] [s̠o̞t̪ɑs̠uks̠e̞mːe̞ s̠ui̯çkɑʋɑt̪ kɑlpɑmːe̞ lyø̞̯ ǀ] [ɑs̠e̞mɑxdilːɑ s̠uo̞̯jɑːmːe̞ ne̞u̯ʋo̞s̠t̪o̞ s̠ɑmːo̞n ǁ] [ke̞rt̪o̞] | Rodnaja strana naševo Karelo-Finskovo naroda, Svobodnaja Severnaja Sovetskaja respublika. Naših rodnyh lesov krasota nočami otažajetsja Na našem Severnom sijanii, pylajušcem na nebe. Pripev: Sovetskij Sojuz nepobedim, Eto velikovo predka naševo naroda zemlja večnaja. Putj jevo — putj česti narodov, On i narod Karelii privedet k pobedam. Otečestvo Kalevy, rodina run, Kotoruju Lenina-Stalina znamja vedet. Nad našim narodom trudoljubivym sčastlivym svet narodov bratstva svezdy sijajet. Pripev Našu rodinu vnovj sozdal trud naševo naroda, Etu stranu my zašcišcajem kak otcy v davnije vremjena. Naši vojennyje lyži mčatsja, naš meč razit Oružijem my otstoim Sovetskoje Sampo. Pripev | Родная страна нашего Карело-Финского народа, Свободная Северная Советская республика. Наших родных лесов красота ночами отражается На нашем Северном сиянии, пылающем на небе. Припев: Советский Союз непобедим, Это великого предка нашего народа земля вечная. Путь его — путь чести народов, Он и народ Карелии приведет к победам. Отечество Калевы, родина рун, Которую Ленина-Сталина знамя ведет. Над нашим народом трудолюбивым счастливым свет народов братства звезды сияет. Припев Нашу родину вновь создал труд нашего народа, Эту страну мы защищаем как отцы в давние времена. Наши военные лыжи мчатся, наш меч разит Оружием мы отстоим Советское Сампо. Припев | Terra nativa del popolo Carelo-Finnico, Libera settentrionale repubblica dei Sovietici! La bellezza delle nostre foreste è riflessa nella notte In cielo, dall'aurora boreale! Coro: L'Unione Sovietica è invincibile, La Carelia sarà sempre parte di essa! Nostra gioia è seguire sempre la nostra grande madrepatria nelle gloriose vittorie! Patria di Kaleva, terra nativa, È ora guidata dalla bandiera di Lenin e Stalin La luce della stella della fratellanza tra i popoli splende Sopra il nostro popolo allegro e industrioso! Coro Il lavoro del nostro popolo ha resuscitato la nostra patria, Noi proteggiamo questa terra come fecero i nostri antenati! I nostri cieli mormorano, le nostre spade sconfiggono! Con la forza delle nostre braccia salveremo il Sampo Sovietico! Coro |